# Ellora Torchia
Ellora Torchia, född i april 1992, är en brittisk skådespelerska som har fått uppmärksamhet för sina insatser inom film och teater. Hon är känd för sin mångsidighet och förmåga att porträttera komplexa karaktärer.
Torchia är mest känd för sina roller i filmer som "Midsommar" (2019), där hon spelade karaktären Connie, och "The Roads Not Taken" (2020). I "Midsommar", regisserad av Ari Aster, fick hon beröm för sin skildring av en ung kvinna som blir indragen i en skrämmande och kultliknande festival i Sverige. Hennes prestation bidrog till filmens övergripande framgång och dess status som en modern skräckklassiker.
Innan sin filmkarriär hade Ellora Torchia också en framgångsrik teaterkarriär. Hon har spelat i flera uppsättningar på några av Storbritanniens mest ansedda scener, inklusive Royal Shakespeare Company. Hennes teaterarbete har inkluderat roller i klassiska pjäser såväl som moderna verk, vilket har visat hennes bredd som skådespelerska.
Torchia har en stark utbildningsbakgrund inom skådespeleri, vilket har bidragit till hennes skicklighet och förståelse för hantverket. Hon har utbildat sig vid prestigefyllda institutioner, vilket har lagt grunden för hennes professionella karriär.
Förutom sitt arbete inom film och teater har Ellora Torchia också varit engagerad i olika sociala och kulturella frågor. Hon har använt sin plattform för att förespråka för mångfald och representation inom underhållningsindustrin.